# Aldona Česaitytė-Nenėnienė
Aldona Česaitytė-Nenėnienė (ur. 13 października 1949 w Daugirdai, zm. 3 kwietnia 1999 w Kownie) – litewska piłkarka ręczna. W barwach ZSRR dwukrotna medalistka olimpijska.

## Kariera sportowa
W reprezentacji Związku Radzieckiego występowała w latach 1974-1982. Zarówno w 1976, jak i 1980, wystąpiła w tylko jednym spotkaniu turnieju olimpijskiego, jednak na obu zdobywała złote medale. W 1978 była srebrną medalistką mistrzostw świata. Występowała w zespole Žalgirisu Kowno. W 1982 zdobyła puchar ZSRR.